# Ignacio de Rotaeche
Ignacio de Rotaeche y Velasco (Vitoria, 1888 - Ceánuri, Vizcaya, 1951) fue un ingeniero de caminos, canales y puertos español que realizó diversas obras, destacando entre otras diversos puentes en Bilbao, y político del Partido Nacionalista Vasco por el que fue Diputado en Cortes.
Realizó muchos proyectos importantes, entre los que destacan los puentes levadizos de Bilbao encuadrados en la modernización de la villa y en pleno crecimiento económico e industrial vizcaíno. También fue una figura relevante del Partido Nacionalista Vasco (PNV) de mediados del siglo XX.

## Biografía
Ignacio de Rotaeche nació el 2 de enero de 1888 en la capital alavesa, Vitoria, en el seno de una familia acomodada. Su abuelo paterno, Ramón Castor de Rotaeche, partidario de la causa carlista, había ocupado cargos de responsabilidad en las Juntas Generales de Vizcaya, llegando a ser Diputado General de Vizcaya. Su abuelo materno, Ladislao Velasco, fue Padre de Provincia de Alava, Presidente de Unión Fuerista Liberal, senador del reino, alcalde de Vitoria, Académico Correspondiente de las Reales de la Historia y de San Fernando y escritor. Era hijo de Luis de Rotaeche Menchacatorre y de Rosario Velasco Ugarte (vigésimo primera nieta de Rodrigo Díaz de Vivar, "El Cid Campeador"), y tenía un hermano, José María, un año menor que él, que fue el primer campeón de España de esquí en 1912.
Con seis años perdió a sus padres y ambos hermanos se trasladaron a vivir con su tío Ramón Rotaeche Menchacatorre, General de Artillería, en la capital alavesa. El ambiente acomodado en el que se desarrolló la infancia de Ignacio de Rotaeche le permitió dedicarse a diferentes deportes, llegando a destacar en el esquí y en la competición motociclista. También le gustaba la montaña y la equitación.
Estudió bachillerato en el colegio de los Padres Marianistas de Vitoria, graduándose en el año 1902 con calificación de sobresaliente. Continuó estudiando en Pontacq para perfeccionar el francés. Cuando su tío es destinado a Madrid, Ignacio se matricula en la Escuela de Ingenieros de Caminos, Canales y Puertos. Su aplicación brillante en los estudios le posibilitó, en 1910, ser seleccionado, junto a otros dos compañeros, para una beca en los Estados Unidos.
La experiencia estadounidense le sirvió para conocer muchas de las obras públicas relevantes del país, en las que se basaría más tarde para el diseño de los puentes bilbaínos. Junto al estudio de dichos proyectos incorporó a su saber una gran literatuta técnica.
En 1916 se casó con Juana Chalbaud Amann (1895-1979), que era hija de un destacado hombre de negocios y miembro de la burguesía vizcaína, Pedro Chalbaud Errazquin. Chalbaud, aparte de ser presidente de la empresa "Unión Española de Explosivos", era senador por la Comunión Nacionalista Vasca, escisión del Partido Nacionalista Vasco. El matrimonio tuvo siete hijos, Begoña, Ignacio, Peru, Luis, Agurtze, Inés y Teresa. Los cuales casaron con importantes familias de la burguesía española como García-Miñaur, de Marcoartu, etc.

## Incorporación al mundo laboral
A su vuelta de Estados Unidos, el mismo año de 1910 se incorporó, como Ayudante de Obras Públicas, al Cuerpo de Ingenieros de Caminos del Estado donde, después de pasar por diferentes puestos, llegaría en 1935 a ser Ingeniero Jefe.
Uno de sus primeros trabajos fue la participación en la Comisión de Estudios de los ferrocarriles en el Marruecos español. También tuvo responsabilidades en Jefatura de Obras Públicas del Sur de España y en las Obras del Puerto de Bilbao. Realizó trabajos para el proyecto del Ferrocarril de la Robla, del que fue director general durante cuatro años (1918-1922). Entre todos sus proyectos, los más significativos son los puentes levadizos de Bilbao, el de Deusto y el del Ayuntamiento.
Dio cursos de formación técnica en los que instruyó sobre estructuras de hormigón y topografía y escribió obras como Las obras públicas en Euzkadi en la posguerra. Carreteras, ferrocarriles y aeropuertos.
Durante su exilio en Venezuela participó en proyectos de regadío cerca de San Felipe de Yaracuy, y en Portugal realizó trabajos en la construcción de la presa de Lindoso, en el parque nacional de Peneda-Gerês, cerca de la frontera con España.

## Como político
En 1912 Ignacio de Rotaeche se instaló en Bilbao y comenzó a desarrollar una carrera política en las filas del Partido Nacionalista Vasco. Cinco años después de su traslado a la capìtal vizcaína ya llegó a ser presidente del Bizkai Buru Batzar, máximo órgano político del PNV en Vizcaya, y para 1929 ya presidía el Euzkadi Buru Batzar, el máximo órgano del PNV. Participó en la escisión de los aberrianos de Gallastegui, manteniendo Rotaeche el cargo hasta la reunificación de 1930, que en gran parte fue debida a él.
Partidario de la unificación del partido, copresidió la asamblea de reunificación que se realizó en Vergara (Guipúzcoa). 
En 1918 fue elegido Diputado a Cortes por la circunscripción de Durango, cargo que mantuvo hasta las nuevas elecciones que se celebraron en abril del año siguiente. Al estallar la Guerra Civil española, sus convicciones le impiden entrar en ninguno de los dos bandos, por lo que es partidario de “dejarse matar” . Al expresar esta opinión en la asamblea del partido de julio de 1936, inmediata al comienzo de la Guerra Civil, sufre amenazas de muerte en su propio partido. La postura de no entrar en ninguno de los dos bandos fue compartida por muchos nacionalistas. Hombre de profunda religiosidad, contempló con horror los asesinatos masivos de eclesiásticos, situación que empujó a la Jerarquía eclesial a tomar parte en un conflicto que afectó a toda España. 
Durante la Guerra Civil, con la caída de Bilbao en manos del ejército franquista, la familia de Rotaeche huyó a San Juan de Luz (Francia) y luego a Venezuela. El BOE del 23 de agosto de 1937, en plena guerra civil, lo deshabilitaba como ingeniero y posteriormente se decretó el embargo de todos sus bienes.
En 1942 abandona Venezuela y se instala en Portugal, donde realizaría diferentes obras hidráulicas.
En 1943 se revisa su causa y puede entrar en España aunque desterrado del País Vasco y Cataluña y de una zona de 150 km alrededor de dichos territorios. La revisión fue posible por el apoyo mostrado por familiares (entre ellos su primo hermano Jesús de Rotaeche y Rodríguez Llamas, Almirante de la Armada). En noviembre de 1942, varios antiguos compañeros y amigos presentaron un escrito informando favorablemente sobre su causa, al estar pendiente de fallo las responsabilidades atribuidas al prestigioso ingeniero.
Falleció en 1951. El 15 de abril de 2002 se colocó en el puente de Deusto de Bilbao una placa en su memoria.